# Wat Phra Mahathat (Nakhon Si Thammarat)

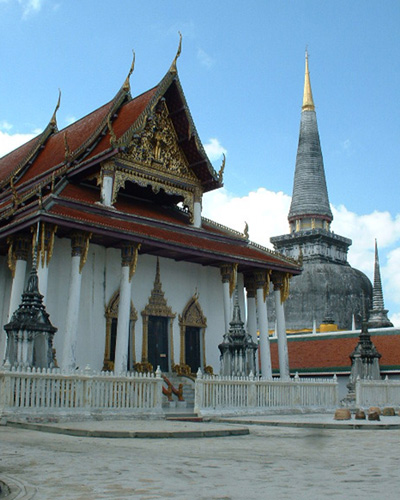
Wat Phra Mahathat: Ubosot und Chedi

Wat Phra Mahathat (vollständiger Name: Wat Phra Mahathat Woramaha Wihan, Thai: วัดพระมหาธาตุ วรมหาวิหาร) ist ein buddhistischer Tempel (Wat) in Nakhon Si Thammarat in Südthailand. Er ist ein Königlicher Tempel Erster Klasse, der berühmteste Tempel von Nakhon Si Thammarat und einer der ältesten Tempel Thailands. Er wurde bereits bei der Gründung der Stadt erbaut und soll eine Zahnreliquie des Buddha besitzen. 

## Beschreibung und Lage
Die 74 Meter hohe Chedi wird Chedi Phra Borommathat genannt, sie befindet sich in einem kleinen Hof, der mit einem Wald von 173 kleineren Chedis gefüllt ist. Sie ist bereits im 5., möglicherweise auch erst im 8. Jahrhundert erbaut, angeblich soll sie über einer älteren, quadratischen Chedi im Srivijaya-Stil errichtet worden sein. Im 13. Jahrhundert wurde sie erweitert und vergrößert und bekam ihr heutiges Aussehen im Sri-Lanka-Stil. Der Hof ist von einer überdachten Galerie mit Namen Wihan Tap Kaset umgeben, die mit Buddha-Statuen und Elefantenköpfen dekoriert, die aus der Basis der Chedi herauszuschauen scheinen. Im Wihan Phra Song Ma befindet sich ein Treppenhaus, welches zu dem Rundgang um die Chedi oberhalb der Galerie herauf führt. Der Treppenaufgang wird von mythologischen Riesen (Yak) bewacht. 
Nördlich davon steht der Wihan Kien mit einem kleinen Tempel-Museum. Südlich der Chedi steht der großartige Ubosot, der 1628 im Ayutthaya-Stil erbaut wurde. Der Wohnbereich der Mönche befindet sich auf der anderen Straßenseite in einem separaten Tempel, dem Wat Na Phra Boromathat.
Die Chedi ist das Symbol der Provinz Nakhon Si Thammarat und ist auch im Siegel der Provinz abgebildet.

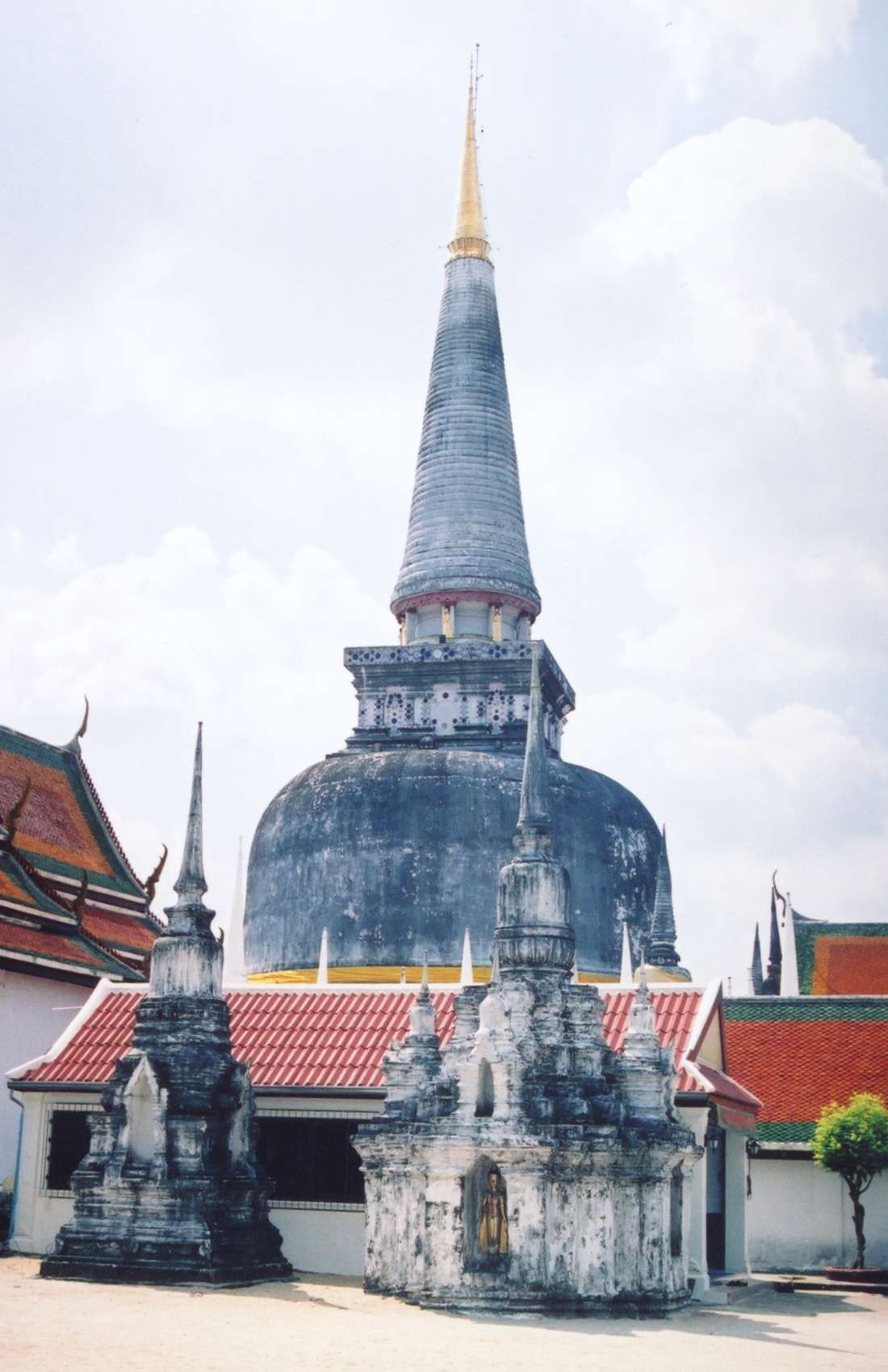
Chedi Phra Borommathat
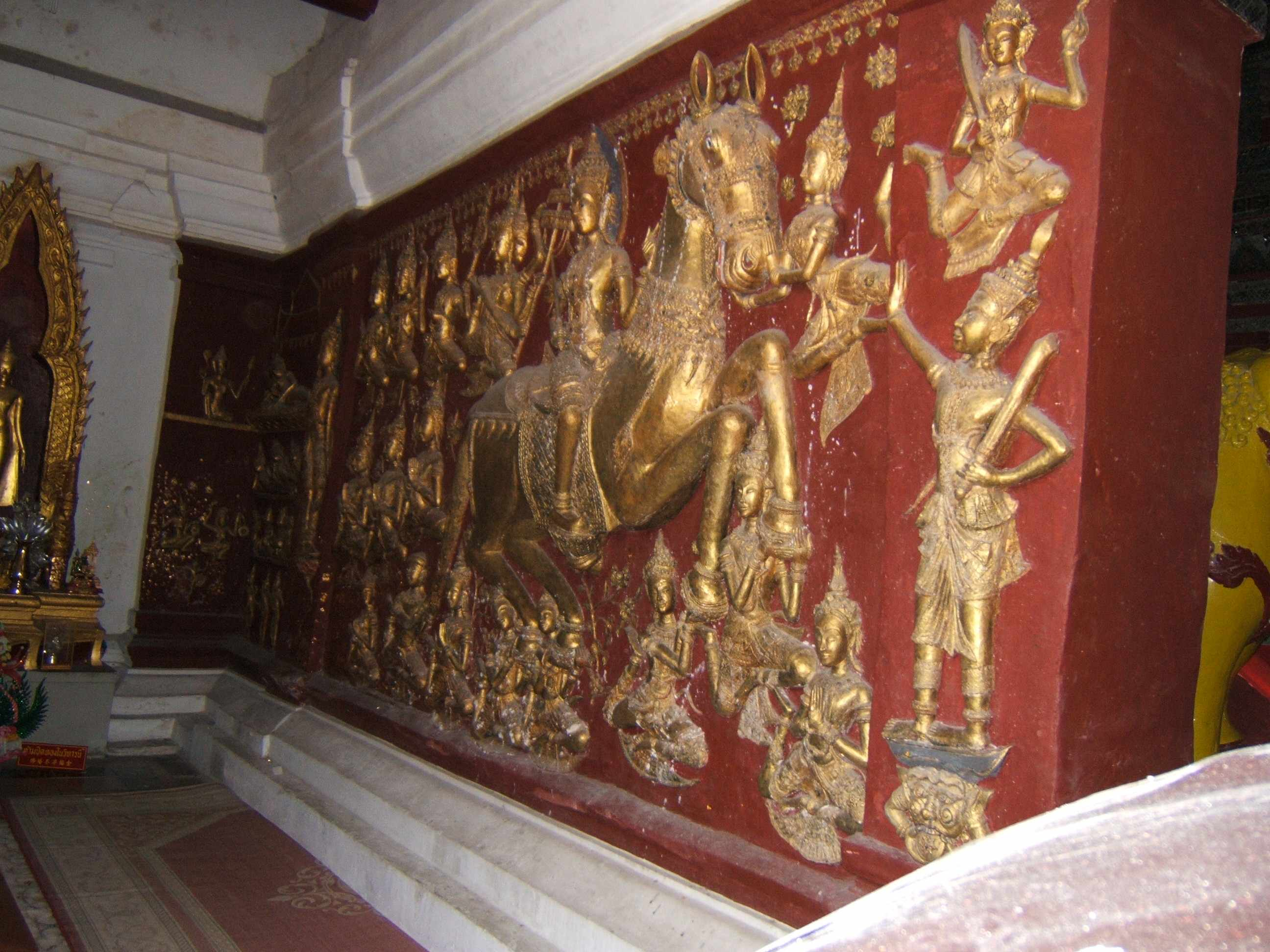
Wandrelief im Innern des Chedi
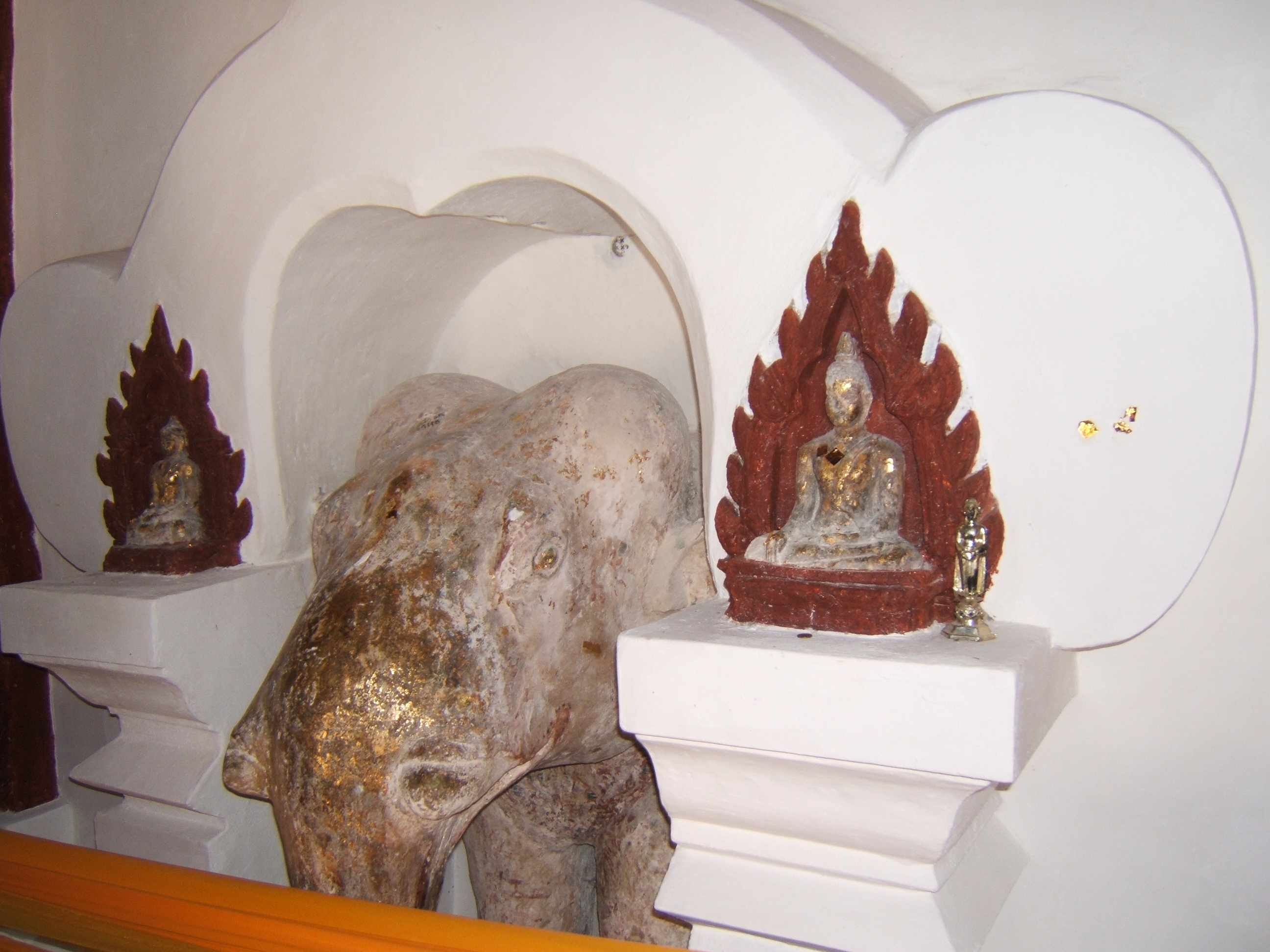
Elefantenkopf im Ubosot
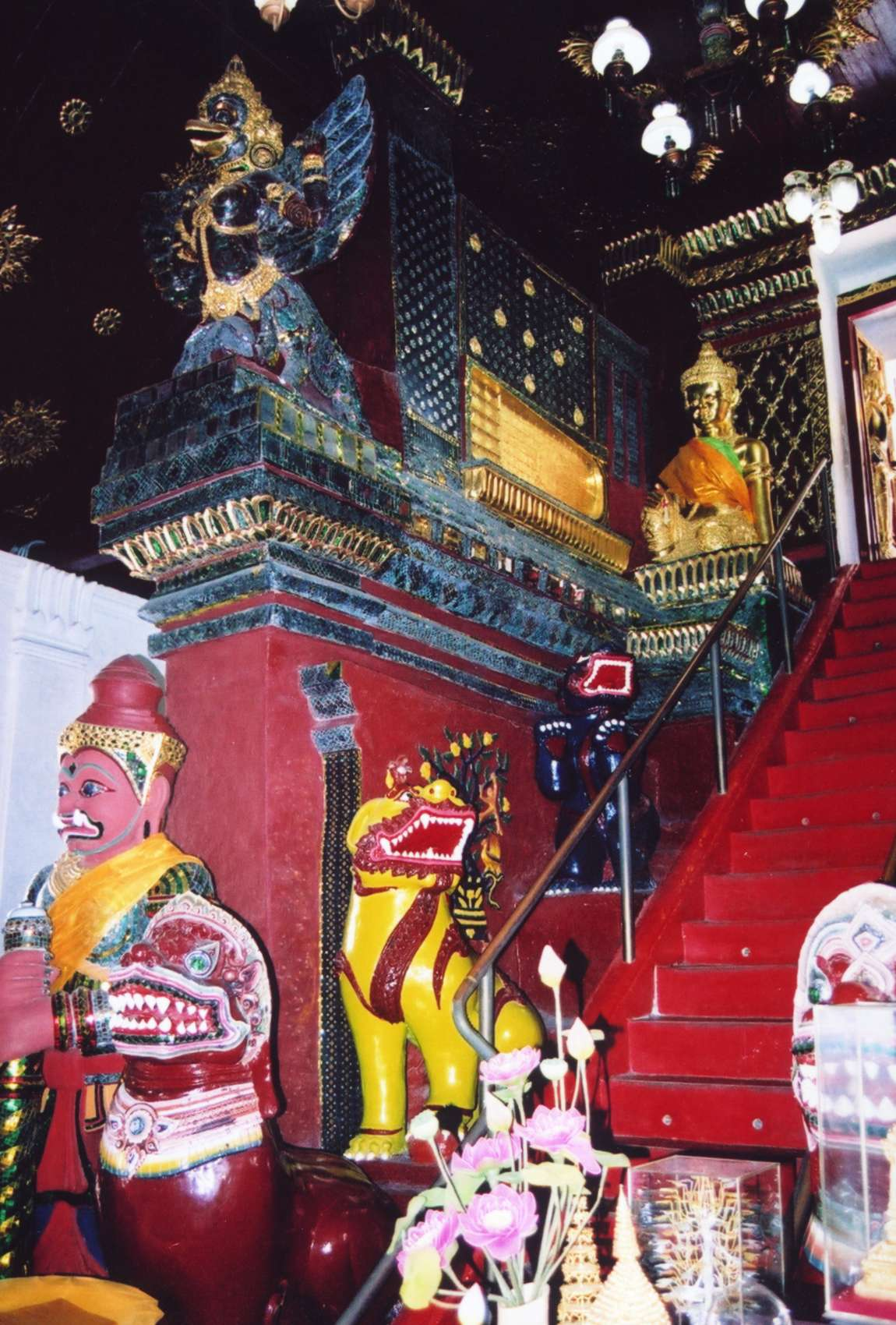
Wihan mit Treppenaufgang zum Chedi

## Hae Pha Khuen That

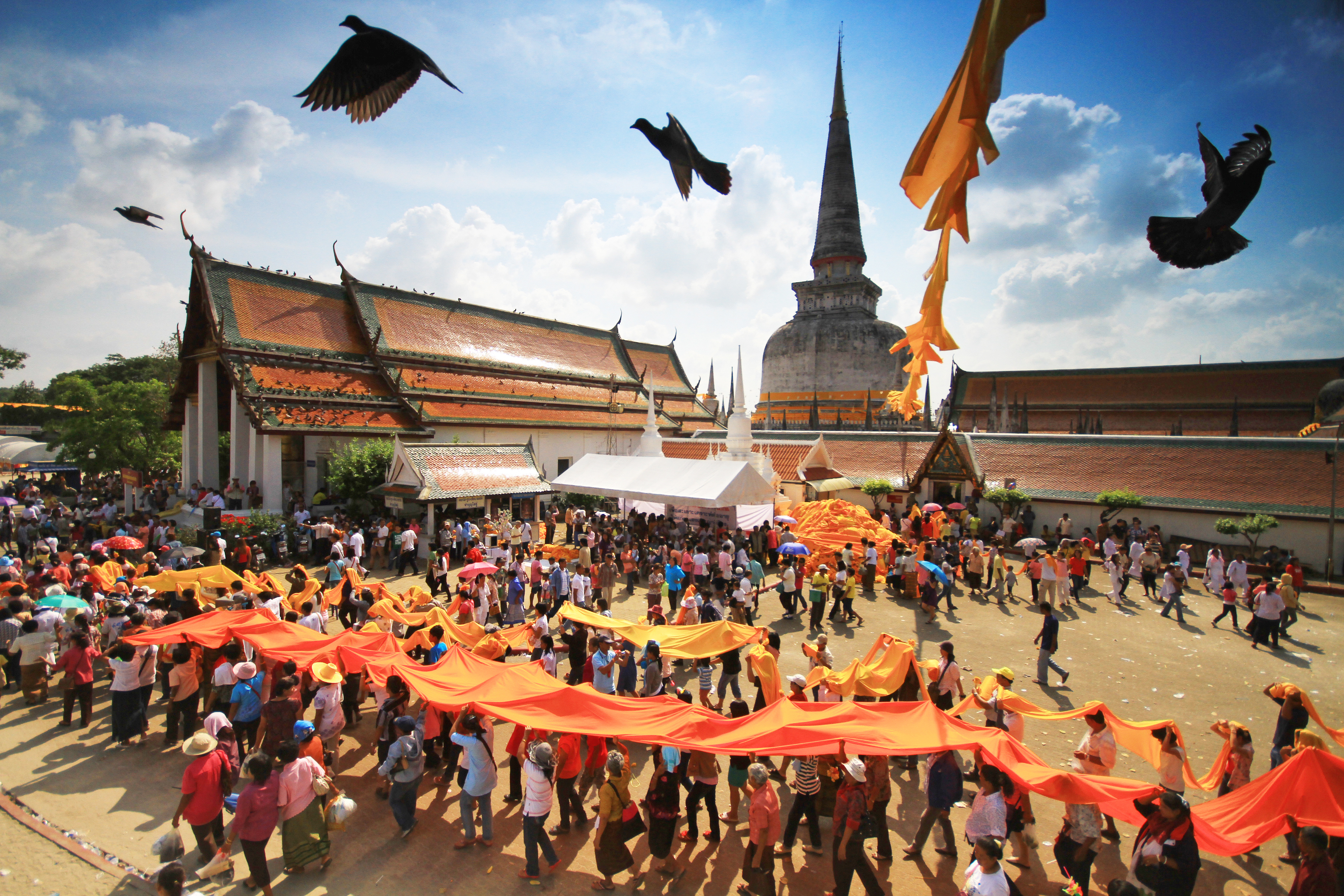
Hae-Pha-Khuen-That-Fest im Wat Phra Mahathat

Ein besonderes, mit diesem Tempel verbundenes Fest ist Hae Pha Khuen That (แห่ผ้าขึ้นธาตุ). Es wird anlässlich des allgemein in den Theravada-buddhistischen Ländern begangenen Feiertags Magha Puja, am Vollmondtag im Februar, gefeiert. Dabei ziehen Prozessionen mit langen Tüchern (Phra Bot) durch die Stadt zum Wat Phra Mahathat und schlingen die Tücher dort um die Chedis, insbesondere um den großen Chedi Phra Borommathat. Traditionell werden dazu weiße Tücher mit Szenen aus dem Leben des Buddha bemalt, der Einfachheit halber werden aber auch einfarbig weiße, gelbe oder rote Tücher verwendet. Dies ist als symbolische Opfergabe an den Buddha zu verstehen. Das Fest wird der lokalen Überlieferung nach bereits seit dem Jahr 1230 begangen und lockt tausende Gäste aus dem In- und Ausland an.